# 福原香織
福原香織（日语：／ Fukuhara Kaori，1986年8月11日—）是一位日本的女性聲優。千葉縣出身。現在是自由身聲優。血型為AB型。
2008年、獲得第2回聲優獎的歌唱賞。代表作有《幸運☆星》（柊司）、《天才麻將少女》（天江衣）、《A頻道》（百木倫）、《裁斷分離之罪惡剪刀》（病院坂病子）等。

## 簡歷
- 從小立志成為聲優，在15歲的時候隻身赴東京尋找機會。
- 16歲時參加VOICE NEW TYPE的「聲優Audition tour」獲得VOICE NEW TYPE與avex mode獎而在17歲時出道。在參加動畫配音前，主要是參加電視、廣告以及舞台劇的演出。
- avex artist academy（聲優課程）的第二期特待生。
- 動畫配音首作是植木的法則的布丁。因為事務所的發展方針，所以比普通女性聲優較多機會出鏡，及後於動畫幸運☆星的片尾裡經常登場。
- 2007年11月4日，憑動畫幸運☆星片頭曲《拿去吧！水手服》獲得第12回神戶動畫獎頒發的主題歌賞。
- 2008年3月8日，同樣憑動畫幸運☆星片頭曲《拿去吧！水手服》獲得第2回聲優獎的歌唱賞。
- 2016年9月28日，在官方部落格上宣佈離開原所屬事務所avex Planning & Development（日语：エイベックス・プランニング&デベロップメント），以自由身的身份繼續活動[2]。
- 2021年3月16日，在官方Twitter宣佈自己已於2年前結婚並於日前誕下一子的消息[3]。

## 人物
- 家庭成員包括，父母、和一個小7岁的弟弟。
- 非常喜歡吃辣，有著在一星期內用完一支塔巴斯科辣椒醬的紀錄。
- 她的偏食情況恐怕在聲優界排行第一。她不喜歡吃大部分的蔬果類食物，連水和茶都不喜歡喝。討厭的食物還包括蘑菇、貝類海產、活魚。
- 興趣是打掃和逛街。
- 歌手中川翔子的支持者。
- 跟聲優藤田咲、加藤英美里關係良好。
- 於2009年1月29日的日記透露，因要防止哮喘發作而需長期服藥治療，以致體質虛弱，她便在當日成功接受了過敏性鼻炎的手術，從此可減少服藥和進出醫院的次數。
- 2009年3月10日，與小山力也，廣橋涼等到香港及澳門作3天旅遊及電台錄音。

## 出演作品

### 電視動畫
※粗體字代表主角人物。
2005年
- 動物小町（竹田久美子）
- 植木的法則（布丁）

2006年
- 妖逆門（黃綠）
- 妖怪人間貝姆（女子）
- 吉永家的石像怪（凜、大波斯菊、彼岸花）

2007年
- 幸運☆星（柊司）

2008年
- 染紅的街道（二條亞矢）
- 旋風管家（進行鈴木）
- 神薙（美術部員、女子中學生、女子學生）
- 超時空要塞 Frontier（拉姆·荷阿）
- 楚楚可憐超能少女組（花井千里）

2009年
- 咲-Saki-（天江衣）
- 潘朵拉之心（艾妲·貝薩流士）
- 魔力充電娘（布拉格·克萊爾斯塔）
- 超能力大戰（賽特）
- 聖劍鍛造師（夏洛特·E·飛羅比夏）

2010年
- 天降之物Forte（阿斯特蕾亞）

2011年
- A頻道（百木倫）
- 惡魔奶爸（拉米婭）
- （風華）
- 星光少女 極光之夢（南梨芙蕾雅）

2012年
- 一起一起這裡那裡（春野姬）
- 咲-Saki- 阿知賀編 episode of side-A（天江衣）
- 光明之心 ～幸福的麵包～（女子、小孩2）
- 中二病也想談戀愛！（富樫樟葉）

2013年
- 斷裁分離的罪惡之剪（病院坂病子）
- 革神語（雅）

2014年
- 咲-Saki- 全國篇（天江衣）
- 中二病也想談戀愛！戀（富樫樟葉）
- Wake Up, Girls!（相澤菜野花）
- 日常生活中的異能戰鬥（工藤美玲）
- 臨時女友（三嶋由良良）

2015年
- 新妹魔王的契約者（成瀨萬理亞）
- 新妹魔王的契約者 BURST（成瀨萬理亞）

2016年
- Schwarzesmarken（因格希爾特·博洛尼科夫斯基）
- 月歌。THE ANIMATION（朝霧茜）

2017年
- Wake Up, Girls! 新章（相澤菜野花）

2019年
- POP TEAM EPIC（PIPI美〈第14話A段、NICONICO直播〉[4]）

2020年
- 安達與島村（通靈人田岡）

### OVA
2008年
- 四娘物語（南菜菜美）
- 幸運☆星 OVA（柊司）

2012年
- A頻道 +smile（倫）

2017年
- A頻道 +smile（倫）

### 劇場版
2011年
- 天降之物 計時的悲傷女神（阿斯特蕾亞）

2013年
- 小鳥遊六花・改 ～劇場版 中二病也要談戀愛！～（富樫樟葉）

2014年
- 天降之物Final 永遠的我的鳥籠（阿斯特蕾亞）

2018年
- 中二病也想談戀愛！-Take On Me-（富樫樟葉）

2019年
- 薄暮（小山惠美）

### 遊戲
2005年
- 動物横町 ～どき☆どき救出大作戦！の巻～（GBA、竹田久美子）
- e'tude prologue～揺れ動く心のかたち～ （PS2、鮎瀨碧）

2006年
- 動物横町 ～どき☆どき進級試験！の巻～（GBA、竹田久美子）

2007年
- 幸運☆星 らき☆すたの森（Windows用、柊司）
- 幸運☆星 らき☆すた 〜陵桜学園 桜藤祭〜（PS2、柊司）

2008年
- あかね色に染まる坂 ぱられる（PS2、二条亞矢）

2009年
- キモカワE!（NDS、コロネ）

2013年
- 臨時女友（網頁遊戲、三島由良良）

2015年
- 幻影异闻录♯FE（源真守）

2017年
- 閃耀幻想曲（iOS/Android、百木倫、春野姬）

2020年
- 軒轅劍柒（PS4、太史湘）
- 聖火降魔錄 英雄雲集（源真守）

### 廣播劇
- VOMIC 銀白榮躍（興梠御影）

### 廣播劇CD
- 私立翔瑛学園男子高等部 倉科先生の受難（松本さん、女子高生B）
- -{アニマル横町 バラエティCD2 ～どき☆どき無人島の巻～（竹田久美子）
- アニマル横町 バラエティCD3 ～どき☆どきDJの巻～（竹田久美子）
- アニマル横町 バラエティCD4 ～どき☆どき45分間世界一周の巻～（竹田久美子）}-
- コーセルテルの竜術士物語 〜海に行く話〜（リタ）
- 幸運☆星 廣播劇CD（ドラマがコンプリートなディスク）（柊司）
- キモかわE!（コロネ）
- あかね色に染まる坂 廣播劇CD（二条亞矢）
- 絶対可憐チルドレン 廣播劇CD EPS.1st（花井千里）
- 森口織人的陰陽道（一之瀨霞）
- 為美好的世界獻上祝福（阿克娅）
- 夢之賭場學園 廣播劇CD（竹雀さゆり）

### 配音
- STEP-UP ステップ・アップ（カミール）

### 廣播
- 声龍門（インターネットラジオ：2005年11月2日、來賓出演）
- avex presents 茅原実里の負けないラジオ（文化放送：2006年12月7日、來賓出演）
- らっきー☆ちゃんねる（ラジオ関西、ランティスウェブラジオ：2007年5月25日～9月28日 #21～39、コーナーパーソナリティーとして、加藤英美里合同出演）
- A&G 超RADIO SHOW〜アニスパ!〜（文化放送：2007年7月7日 #171、跟加藤英美里合同出演）
- らっきー☆ちゃんねる-陵桜学園放課後の机-（ラジオ関西、ランティスウェブラジオ：2007年10月5日～12月28日）

### 廣告
- PARADISE GO!GO!「／NUMBERONE!!」
- 櫻花大戰「
- 犬夜叉
- 犬夜叉
- 集英社「Ribon」
- パチンコ＆スロット ライブガーデン幸手権現堂店

### 舞台演出
- 歌を忘れたカナリヤたち（飯田菜緒）（2005年8月4日、内幸町會場出演）

### 演唱會活動
- 幸運☆星 らき☆すた in 武道館 あなたのためだから（2009年3月29日）（柊司）

## 個人單曲
- Blister Pack V♀ice／Bohemian Quarter featuring 福原香織

## 角色單曲
- -{ビミョーなPOSITION／アニヨコーズ（あみ、くーちゃん、イヨ）
- お菓子なドリーム／あみ＆くーちゃん}-
- （動畫《妖逆門》第1期片尾曲）
- （動畫《妖逆門》第3期片尾曲）
- （動畫《妖逆門》第4期片尾曲）
- （動畫《幸運☆星》片頭曲）（柊司）
- （動畫《幸運☆星》第1～12話片尾，於卡啦OK所唱歌曲完整版合集）（柊司）
- （柊司）
- （《幸運☆星》柊司角色歌曲）（柊司）
- （柊司）
- （PS2遊戲『らき☆すた 〜陵桜学園 桜藤祭〜』主題歌）（柊司）
- （花井千里）
- （柊司）
- （天江衣）

## 外部連結
- （日語） 福原香織のブログ 福原香織的個人網誌 （页面存档备份，存于）
- （日語） 福原香織オフィシャルウェブサイト 福原香織官方個人網站 （页面存档备份，存于）
- 福原香織的X（前Twitter）